# Moustapha Kondé
Moustapha Kondé (* 18. Mai 1991 in Bamako) ist ein malischer Fußballspieler.

## Karriere
Kondé spielte bis ins Jahr 2013 hinein bei AS Nianan und wechselte anschließend nach Marokko zu Renaissance Sportive de Berkane. Hier befand er sich bis 2014 unter Vertrag, wurde 2014 zwischenzeitlich an Dubai SC ausgeliehen und anschließend innerhalb Marokkos an FUS de Rabat abgegeben.
In der Sommertransferperiode 2016 wurde er in die türkische TFF 1. Lig zu Manisaspor transferiert und im Januar 2017 wieder freigestellt.